# Campo Mourão (tiểu vùng)
Campo Mourão là một tiểu vùng thuộc bang Paraná, Brasil. Tiều vùng này có diện tích 7069 km², dân số năm 2007 là 217025 người.